# Escudo de Irlanda
El escudo de Irlanda (en inglés Coat of arms of Ireland, en gaélico Armas na hÉireann) es el escudo de armas oficial de la República de Irlanda desde el 9 de noviembre de 1945. Consiste en un blasón azur con un arpa dorada con cuerdas de plata, consolidando así la tradición del arpa gaélica, la llamada cláirseach, como el emblema heráldico tradicional de Irlanda. Su descripción heráldica oficial sería:

Azure a harp Or stringed Argent.
De azur, un arpa de oro cordada de plata

## El arpa irlandesa
El arpa es reconocida como un símbolo de Irlanda ya desde el siglo XIII, y su primera aparición en las acuñaciones monetarias anglo-irlandesas data de 1536, durante el reinado de Enrique VIII, apareciendo como el tercer cuarto del escudo de armas real del Reino Unido. También se encuentra en la moneda de euro.
El arpa fue escogida como el emblema estatal tras el establecimiento del Estado Libre de Irlanda, y una de sus primeras aplicaciones fue en el Gran Sello del Estado Libre de Irlanda, y siguió siendo el emblema estatal después de que se adoptara la Constitución de Irlanda. La imagen del arpa es utilizada en las acuñaciones monetarias, pasaportes y otros documentos oficiales estatales, así como en los emblemas del Presidente, el Taoiseach, el Tánaiste y los Ministros del Gobierno y otros cargos oficiales.
El arpa de las monedas acuñadas en 1928 está basada en el arpa de Galway y en la del Trinity College, mientras que una versión mucho más modificada se introdujo en la acuñación de 1939, que es la que subsiste hoy día en las monedas de euro de Irlanda.

## El escudo de armas real de Irlanda
A partir de la llegada de la dinastía Estuardo a los tronos de Inglaterra e Irlanda en 1603, el escudo de armas real comenzó a mostrar el arpa irlandesa representando al Reino de Irlanda. A través de los años, el arpa fue alterada y reubicada representando los diferentes cambios en el panorama político hasta que el escudo de armas real británico alcanzó la oficialidad con la ascensión al trono del Reino Unido de la reina Victoria I en 1837, momento desde el cual ha permanecido inalterado. Este escudo de armas muestra el arpa irlandesa tanto en Inglaterra, Escocia y Gales como en el escudo de armas de Canadá, en el cuarto inferior izquierdo.
|                                                             |                                                    |                                    |
| Armas reales irlandesas con la cimera del reino de Irlanda. | Divisa heráldica adoptada en tiempos de los Tudor. | Divisa heráldica (diseño moderno). |

## El arpa de Brian Boru
El arpa de Brian Boru (también denominada como el Arpa del Trinity College) data concretamente de finales del siglo XIV y se muestra de forma permanente en la Gran Sala de la biblioteca del Trinity College de Dublín, siendo la representación de esta arpa más antigua que aún existe en Irlanda. Esta arpa fue así denominada por Brian Boru, gran rey de Irlanda, si bien murió 400 años antes de que el arpa fuera fabricada, y por tanto no pudo haber pertenecido a él.
|  |  |